# The Homesman

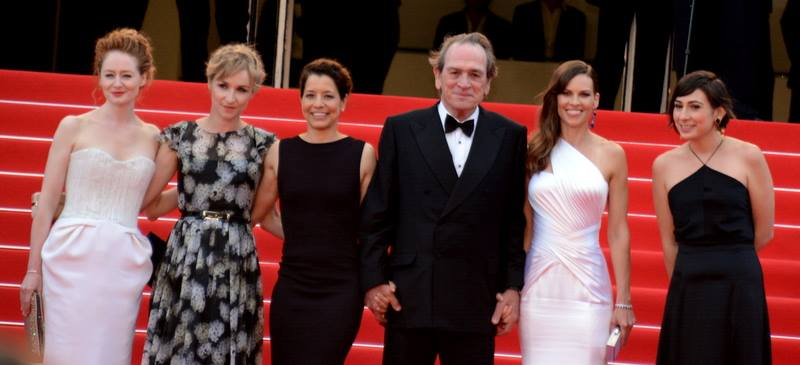
Els protagonistes i el director en el Festival de Cannes.

The Homesman és una pel·lícula dramàtica franco-americana del gènere western. Del 2014, està dirigida per Tommy Lee Jones i coescrita amb Kieran Fitzgerald i Wesley Oliver. Està basada en una novel·la del mateix nom de Glendon Swarthout. La pel·lícula és protagonitzada per Tommy Lee Jones, Hilary Swank, Hailee Steinfeld, William Fichtner i Meryl Streep. Va ser seleccionada per competir per la Palma d'Or en la secció principal de la competició en el Festival de cinema de Cannes de 2014.

## Argument
Nebraska, 1855. Mary Bee Cuddy (Hilary Swank) és una dona de 31 anys que porta una vida solitària en una piadosa ciutat del mig oest. L'església la designa per portar de retorn a tres dones que han perdut la raó. En el camí de Nebraska a Iowa, on les dones han trobat refugi, Mary Bee salva la vida a Briggs (Tommy Lee Jones), un delinqüent, qui accepta ajudar-la a complir la seva missió enfrontant-se junts a nevades, assaltants, indis i els rigors de la frontera.

## Repartiment
- Tommy Lee Jones com a George Briggs.
- Hilary Swank com a Mary Bee Cuddy.
- Grace Gummer com a Arabella Sours.
- Miranda Otto com a Theoline Belknapp.
- Sonja Richter com a Gro Svendsen.
- Hailee Steinfeld com a Tabitha Hutchinson.
- William Fichtner com a Vester Belknap.
- Meryl Streep com a Altha Carter.
- James Spader com a Aloysius Duffy.
- John Lithgow com a Reverend Dowd.
- Tim Blake Nelson com a Carregador.
- Barry Corbin com a Buster Shaver.
- Greg Baine com a Porter.
- Grace Shepard com a Molly Sours.
- Caroline Lagerfelt com a Netti.
- Richard Andrew Jones com a Carmichael.
- Jesse Plemons com a Garn Sours.

## Producció i estrena
Es va obrir l'audició a Columbus, Geòrgia el 27 d'abril de 2013.
El rodatge va començar al maig de 2013 en el Museu de Westville en Lumpkin, Geòrgia.
The Homesman es va estrenar, en competició, en el Festival de cinema de Cannes de 2014.

## Premis i nominacions
| Premi                                                | Categoria                                            | Receptors                                    | Resultat  | Ref(s) |
| ---------------------------------------------------- | ---------------------------------------------------- | -------------------------------------------- | --------- | ------ |
| Festival de Cannes                                   | Palma d'Or                                           | Tommy Lee Jones                              | Nominat   | [ 5 ]  |
| Boston Society of Film Critics                       | Millor actriu                                        | Hilary Swank                                 | 2n lloc   | [ 6 ]  |
| International Film Music Critics Award               | Millor banda sonora original en una pel·lícula drama | Marco Beltrami                               | Guanyador | [ 7 ]  |
| Premis Phoenix Film Critics Society                  | Millor actor                                         | Tommy Lee Jones                              | Nominat   | [ 8 ]  |
| Premis Phoenix Film Critics Society                  | Millor actriu                                        | Hilary Swank                                 | Nominat   | [ 8 ]  |
| Sant Diego Film Critics Society Awards               | Millor actriu                                        | Hilary Swank                                 | Nominat   | [ 9 ]  |
| Cercle Femení de Crítics de Cinema dels Estats Units | Millor repartiment                                   | Millor repartiment                           | Guanyador | [ 10 ] |
| Cercle Femení de Crítics de Cinema dels Estats Units | Premi a la millor actuació de Coratge                | Hilary Swank                                 | Nominat   | [ 10 ] |
| Cercle Femení de Crítics de Cinema dels Estats Units | Premi de la dona Invisible                           | Hilary Swank                                 | Nominat   | [ 10 ] |
| Cercle Femení de Crítics de Cinema dels Estats Units | Millor pel·lícula sobre dones                        | Millor pel·lícula sobre dones                | Nominat   | [ 10 ] |
| Cercle Femení de Crítics de Cinema dels Estats Units | Millor actor                                         | Tommy Lee Jones                              | Nominat   | [ 10 ] |
| Cercle Femení de Crítics de Cinema dels Estats Units | Millors imatges masculines en una pel·lícula         | Millors imatges masculines en una pel·lícula | Nominat   | [ 10 ] |